# 메틸 카바메이트
메틸 카바메이트(메틸 우레탄 또는 우레틸렌이라고도 한다.)은 유기 화합물이며 카르바민산(H2NCO2H)의 가장 간단한 에스테르이다. 상온에서 무색의 고체이다.

## 설명
메틸 카르바 메이트는 메탄올과 요소의 반응에 의해 제조된다. 또한 암모니아와 메틸 클로로포름산염 또는 디메틸 카보네이트의 반응에서 형성된다. 가까운 친척인 에틸 카바메이트와 달리 살모넬라에서는 돌연변이 유발성이 없지만(Ames 테스트에서 음성 판정을 받았다.) 초파리에서는 돌연변이 유발 물질이다. 실험적 증거는 그것이 쥐에서 발암 물질이라는 것을 통해 보여준다. 이화합물은 법령 65에 따라 미국의 캘리포니아주에서 암을 유발하는 것으로 알려져 있다.

## 같이 보기
- 유기화학
- 유기 화합물